# الاتحاد البحريني لكرة القدم

الشعار السابق للاتحاد البحريني

تأسس الاتحاد البحريني لكرة القدم في عام 1957 وانضم إلى الاتحاد الدولي لكرة القدم في 1966 ثم انضم إلى الاتحاد الآسيوي لكرة القدم في 1969.

## وصلات خارجية
- الموقع الرسمي (بالعربية) (بالإنجليزية)